# 34 (број)
34 је број, нумерал и име глифа који представља тај број. 34 је природан број који се јавља после броја 33, а претходи броју 35.

## У науци
- Је атомски број селена

## У математици
- Је сложен број који се факторише на просте чиниоце као 2 * 17 = 34
- Је члан Фибоначијевог низа

## У спорту
- Је био број на дресу Хакима Олајџувана док је играо за Хјустон Рокетсе
- Је био број на дресу Шакила О'Нила док је играо за Лејкерсе[1]

## Остало
- Је међународни позивни број за Шпанију[2]